# Janaúba (kommun)
Janaúba är en kommun i Brasilien.   Den ligger i delstaten Minas Gerais, i den sydöstra delen av landet, 500 km öster om huvudstaden Brasília. Antalet invånare är 66 803.
Följande samhällen finns i Janaúba:
- Janaúba

Omgivningarna runt Janaúba är huvudsakligen savann. Runt Janaúba är det ganska tätbefolkat, med 60 invånare per kvadratkilometer.